# Almiro Antônio Gonçalves
Almiro Antônio Gonçalves (Cuiabá, 28 de fevereiro de 1948 – 9 de março de 2022) foi um futebolista brasileiro que atuava como ponta-de-lança.

## Carreira
Almiro começou a carreira no Mixto-MT, aos 14 anos, clube do qual viria a ser tornar ídolo.
Em 1965, foi campeão invicto do Campeonato Matogrossense.
Em 1966, ao se destacar atuando pela Seleção Cuiabana em torneio em Corumbá, foi convidado pelo Santos para fazer um teste e ficou no clube.
Inicialmente atuando pelo juvenil, no Santos muitas vezes foi o reserva de Pelé. Atuou pelo clube entre janeiro de 1966 e junho de 1970, ganhando vários títulos.
Em julho de 1970, foi comprado pelo Bangu por 50 mil cruzeiros, onde ficou até 1971, ano que chegou ao Vitória. Ele foi o autor do primeiro gol rubro-negro no novo Campeonato Brasileiro, em 1971, contra o Santos.
Permaneceu no clube baiano até 1974, quando se transferiu para o futebol português.
Em Portugal, defendeu o Vitória de Guimarães, onde se tornou ídolo. Defendeu o Vitória entre 1974 e 1980, onde fez 15 gols em 153 jogos. Começou a perder a visão ao receber uma cotovelada no rosto num jogo do Vitória e um time da então Tchecoslováquia, em 1980, pela Copa da UEFA.
Ainda passou pelo Riopele, na temporada 1980/81.
Após o fim da carreira, trabalhou como guia turístico em Salvador até 1998.
Em 2011, recebeu a medalha Honra do Mérito Esportivo do Governo do Estado do Mato Grosso, na categoria "Destaques do Esporte Mato-grossense".

## Títulos
Mixto-MT
- Campeonato Matogrossense: 1965

Santos
- Campeonato Paulista: 1968

## Morte
Almiro havia perdido a visão e tinha sua saúde bastante debilitada nos últimos anos de vida, fazendo hemodiálise.
Morreu aos 74 anos, em 9 de março de 2022.